# L'École du crime
Pour plus de détails, voir Fiche technique et Distribution.
L'École du crime (Crime School) est un film américain réalisé par Lewis Seiler, sorti en 1938.

## Synopsis
Un groupe de jeunes issus des quartiers défavorisés se retrouve condamné à passer deux années dans une école de redressement pour avoir failli tuer un criminel qui les avait attaqués.

## Fiche technique
- Titre original : Crime School
- Titre français : L'École du crime
- Réalisation : Lewis Seiler
- Scénario : Crane Wilbur et Vincent Sherman
- Photographie : Arthur L. Todd
- Montage : Terry O. Morse
- Musique : Max Steiner
- Société de production : Warner Bros.
- Pays d'origine : États-Unis
- Format : Noir et blanc - 1,37:1 - Mono
- Genre : drame
- Durée : 85 minutes
- Date de sortie : 1938

## Distribution
- Humphrey Bogart : Mark Braden
- Gale Page : Sue Warren
- Dead End Kids (en) :
  - Billy Halop (en) : Frankie Warren
  - Bobby Jordan (en) : Squirt
  - Huntz Hall : Goofy
  - Leo Gorcey : Spike
  - Bernard Punsly (en) : Fats
  - Gabriel Dell (en) : Bugs
- George Offerman Jr. : Red
- Weldon Heyburn : Cooper
- Cy Kendall : Morgan
- Charles Trowbridge : Juge Clinton
- Spencer Charters : le vieux docteur
- Donald Briggs (en) : le nouveau docteur
- Frank Jaquet (en) : Commissaire
- Helen MacKellar : Mme Burke
- Alan Bridge (en) : Mr Burke
- Sibyl Harris : Mme Hawkins
- Paul Porcasi : Nick Papadopolos
- Edward Gargan : Officier Hogan